# Пуерто-Монт
Пуерто-Монт (ісп. Puerto Montt) — місто на півдні Чилі, столиця провінції Ллянкіуе і регіону Лос-Лаґос. Розташоване на березі затоки Релонкаві.

## Історія

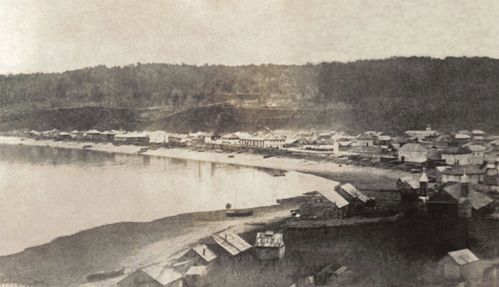
Пуерто-Монтт біля 1862 року

Місто було засноване німецькими іммігрантами 12 лютого 1853 року. Уряд Чилі на споруду і освоєння району виділив значні кошти. Тому місто було назване на честь тодішнього президента країни Мануеля Монта (у перекладі — місто називається «Порт Монта»).
Великий чилійський землетрус 1960 року наніс місту значні руйнування.

## Населення
Населення міста становить 175,9 тис. чоловік (2003). Пуерто-Монт — важливий транспортний вузол для поїздок на чилійські озера, острови Чилое і Тенгло, а також чилійську Патагонію.

## Архітектура
Більшість будівель Пуерто-Монта побудовані в німецькому архітектурному стилі з черепичними дахами і прикрашеними балконами.
Найстаріша з будов, що збереглася, — храм з червоного дерева на центральної площі міста був побудований в 1856 році.

## Клімат
Місто знаходиться у зоні, котра характеризується морським кліматом. Найтепліший місяць — січень із середньою температурою 14.4 °C (58 °F). Найхолодніший місяць — липень, із середньою температурою 6.7 °С (44 °F).
| Клімат Пуерто-Монта     | Клімат Пуерто-Монта | Клімат Пуерто-Монта | Клімат Пуерто-Монта | Клімат Пуерто-Монта | Клімат Пуерто-Монта | Клімат Пуерто-Монта | Клімат Пуерто-Монта | Клімат Пуерто-Монта | Клімат Пуерто-Монта | Клімат Пуерто-Монта | Клімат Пуерто-Монта | Клімат Пуерто-Монта | Клімат Пуерто-Монта |
| Показник                | Січ.                | Лют.                | Бер.                | Квіт.               | Трав.               | Черв.               | Лип.                | Серп.               | Вер.                | Жовт.               | Лист.               | Груд.               | Рік                 |
| Абсолютний максимум, °C | 32                  | 27                  | 27                  | 25                  | 25                  | 25                  | 20                  | 20                  | 23                  | 23                  | 27                  | 28                  | 32                  |
| Середній максимум, °C   | 19                  | 18                  | 17                  | 14                  | 12                  | 10                  | 10                  | 10                  | 12                  | 13                  | 15                  | 18                  | 14                  |
| Середня температура, °C | 14                  | 14                  | 12                  | 10                  | 9                   | 7                   | 6                   | 7                   | 8                   | 10                  | 11                  | 13                  | 10                  |
| Середній мінімум, °C    | 9                   | 9                   | 8                   | 6                   | 6                   | 3                   | 3                   | 3                   | 4                   | 5                   | 6                   | 8                   | 6                   |
| Абсолютний мінімум, °C  | 3                   | 0                   | 0                   | −2                  | −4                  | −6                  | −6                  | −4                  | −3                  | −1                  | 0                   | 0                   | −6                  |
| Норма опадів, мм        | 100                 | 90                  | 130                 | 160                 | 240                 | 230                 | 240                 | 210                 | 150                 | 120                 | 120                 | 120                 | 1980                |
| Днів з опадами          | 2                   | 3                   | 4                   | 7                   | 12                  | 12                  | 12                  | 11                  | 8                   | 6                   | 4                   | 3                   | 84                  |
| ----------------------- | ------------------- | ------------------- | ------------------- | ------------------- | ------------------- | ------------------- | ------------------- | ------------------- | ------------------- | ------------------- | ------------------- | ------------------- | ------------------- |
| Джерело: Weatherbase    |                     |                     |                     |                     |                     |                     |                     |                     |                     |                     |                     |                     |                     |

## Пуерто-Монт в мистецтві
Безлади в місті наприкінці 1960-тих років лягли в основу пісні Віктора Хари Preguntas por Puerto Montt («Питання про Пуерто-Монт»).

## Виноски
1. ↑  Chile Time. World Time Zones .org. Архів оригіналу за 11 вересня 2007. Процитовано 5 травня 2007.
2. ↑  Chile Summer Time. World Time Zones .org. Архів оригіналу за 11 вересня 2007. Процитовано 5 травня 2007.
3. ↑  Клімат Пуерто-Монта